# Reigate and Banstead
Reigate and Banstead è un borgo del Surrey, Inghilterra, Regno Unito, con sede a Reigate.
Il distretto nacque il 1º aprile 1974 secondo il Local Government Act 1972 dall'unione del municipal borough di Reigate col distretto urbano di Banstead e parte del Distretto rurale di Dorking e del Distretto rurale di Horley.

## Località e parrocchie civili
- Banstead
- Burgh Heath
- Chipstead
- Earlswood
- Hooley
- Horley
- Kingswood
- Lower Kingswood
- Meadvale
- Merstham
- Netherne-on-the-Hill
- Nork
- Redhill
- Reigate
- Salfords
- Sidlow
- South Park
- St Johns
- Tadworth
- Tattenham Corner
- Walton-on-the-Hill
- Whitebushes
- Woodhatch
- Woodmansterne
- Horley (town, parrocchia)
- Salfords and Sidlow (parrocchia)